# Chimonobambusa tumidissinoda
Chimonobambusa tumidissinoda är en gräsart som beskrevs av Dieter Ohrnberger. Chimonobambusa tumidissinoda ingår i släktet Chimonobambusa och familjen gräs. Inga underarter finns listade i Catalogue of Life.